# Ryan Bittle

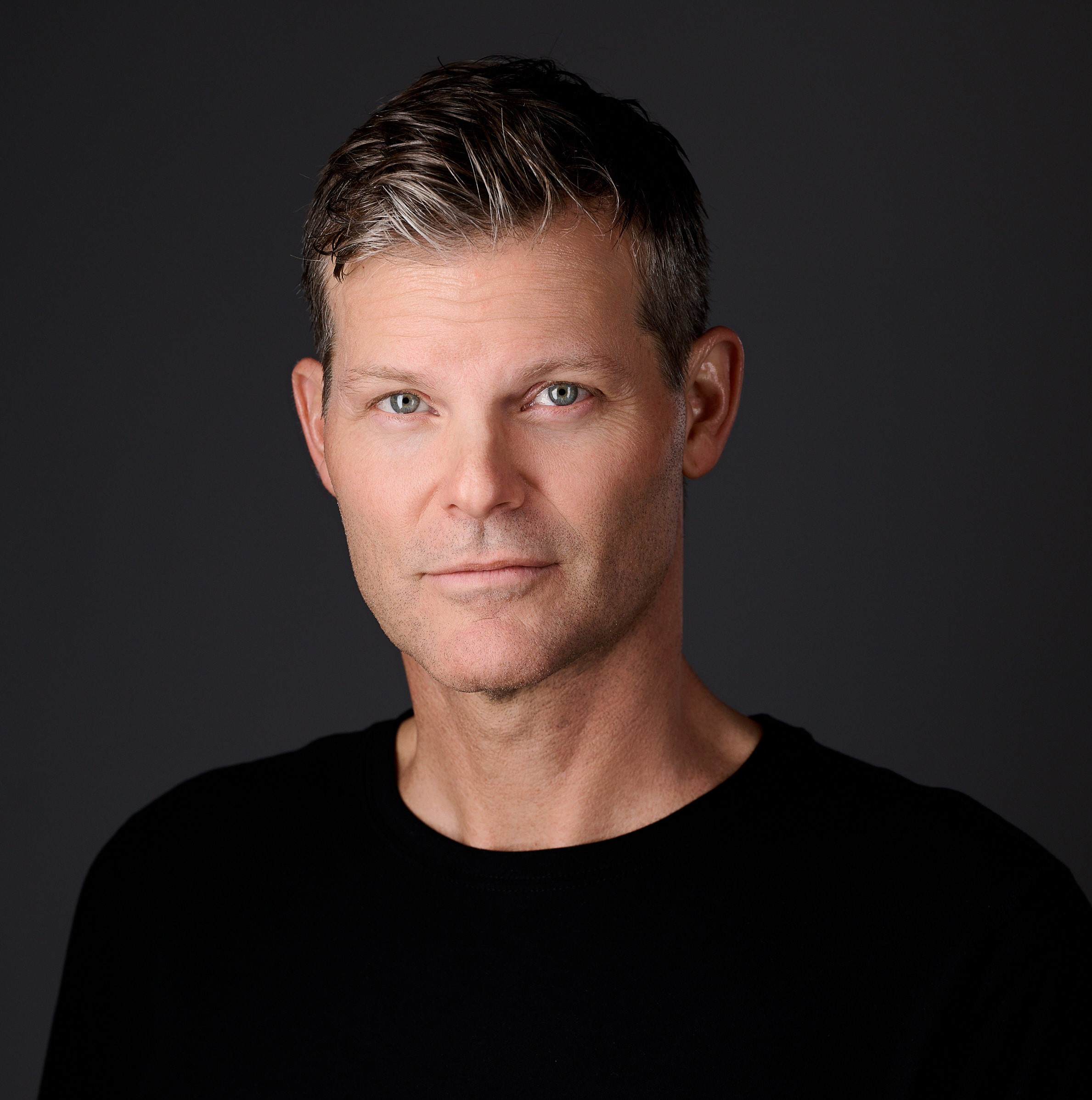
Ryan Bittle (2025)

Ryan James Bittle (* 21. März 1976 in La Crescenta-Montrose, Kalifornien) ist ein amerikanischer Schauspieler.

## Leben
Ryan Bittle ist der Sohn von Kathy Home und Jim Bittle, einem pensionierten Feuerwehr-Captain. Er hat einen jüngeren Bruder Ron und einen älteren Bruder Jeff. Er besuchte die Crescenta Valley High School, das Pasadena City College, die London Academy of Music and Dramatic Art und die Juilliard School.
Ryan Bittle wollte ursprünglich ein NCAA-Wasserballspieler werden, entschied sich jedoch dafür, eine medizinische Schule zu besuchen, bevor er das Schauspielern für sich entdeckte. In seinem Abschlussjahr verließ er kurzweilig das College, um eine Rolle in der Fernsehserie Sweet Valley High anzunehmen. Nach zwei Staffeln verließ er die Serie um die Schule abzuschließen.
Während seines Studiums an dem Pasadena City College nahm er weitere Jobs als Schauspieler an. Er hatte Gastrollen in den Serien Buffy, Das Leben und Ich und The Parent Hood. Des Weiteren spielte er in Tear it Down, Teufel im Blut und The Clown at Midnight.
Während der Dreharbeiten zu The Clown at Midnight mit Christopher Plummer entschied Bittle sich Hollywood zu verlassen, um in New York an der Juilliard School mehr Zeit für das Studieren zu haben. In New York trat er in zahlreichen Produktionen mit Schauspielern wie Nathan Baesel, Jennifer Carpenter, Daniel Breaker und James Martinez auf.
Nach seiner Rückkehr nach Los Angeles hatte Ryan eine wiederkehrende Rolle in der erfolgreichen Serie Dawson’s Creek. Zudem hatte er mehrere Gastauftritte in so bekannten Serien wie CSI: Miami, CSI: NY, Numbers – Die Logik des Verbrechens und Navy CIS.
Bittle interessiert sich für Golf und Tennis. Er unterrichtet außerdem Wasserball an der Highschool und besitzt seit 2001 eine private Fluglizenz.

## Filmografie (Auswahl)
- 1994–1996: Sweet Valley High (Fernsehserie, 44 Folgen)
- 1996: The Parent Hood (Fernsehserie, eine Folge)
- 1996: Eine himmlische Familie (7th Heaven, Fernsehserie, 4 Folgen)
- 1997: Tear it Down
- 1997: Buffy – Im Bann der Dämonen (Buffy the Vampire Slayer, Fernsehserie, eine Folge)
- 1997: Das Leben und Ich (Boy Meets World, Fernsehserie, eine Folge)
- 1998: Teufel im Blut (Devil in the Flesh)
- 1998: The Clown at Midnight
- 2001: Walker, Texas Ranger (Fernsehserie, eine Folge)
- 2001: The Big House (Fernsehfilm)
- 2001: Dawson’s Creek (Fernsehserie, 6 Folgen)
- 2002: American Family (Fernsehserie, eine Folge)
- 2003: CSI: Miami (Fernsehserie, eine Folge)
- 2004: American Angels – Erben kann so sexy sein! (Who's Your Daddy?)
- 2007: CSI: NY (Fernsehserie, eine Folge)
- 2008: Dirt (Fernsehserie, eine Folge)
- 2008: Numbers – Die Logik des Verbrechens (NUMB3RS, Fernsehserie, eine Folge)
- 2008: Navy CIS (NCIS, Fernsehserie, eine Folge)
- 2010: A Good Funeral
- 2010: A Lure: Teen Fight Club
- 2010: Backyard Wedding (Fernsehfilm)
- 2010: Life Unexpected – Plötzlich Familie (Life Unexpected, Fernsehserie, eine Folge)
- 2010;2013: All My Children (Fernsehserie, 35 Folgen)
- 2011: Ricky and Ravi (Are in Between Jobs) (Kurzfilm)
- 2011: Take Me Home Tonight
- 2011: Bones – Die Knochenjägerin (Bones, Fernsehserie, eine Folge)
- 2013: Shameless (Fernsehserie, eine Folge)